# Panteó de la vídua d'Antoni Vinadé
El Panteó de la vídua d'Antoni Vinadé és una tomba historicista de Cervera (Segarra) protegida com a Bé Cultural d'Interès Local.

## Descripció
Situat al cementiri de Cervera, als afores del municipi. Es tracta d'un panteó de planta octogonal, amb coberta composta i construït amb pedra de Montjuïc. L'edifici consta d'una cripta amb un nou departament per a cossos sencers i dipòsit per a altres restes. A la cripta s'hi accedeix per unes escales que hi ha a l'interior, just al costat dret de l'altar de marbre daurat on es venera la imatge d'un Sant Crist. El panteó té tres finestres d'arc ogival, amb traceria i vidriera, on es representen les imatges del Sagrat Cor de Jesús, el Sagrat Cor de Maria i de Sant Antoni de Pàdua. El volum està delimitat amb una reixa de ferro forjat de traceria gòtica, amb els trams dividits per pilarets de pedra amb coronament cònic. A la façana principal, hi ha la porta d'accés, de vidriera emplomada, i oberta en arc ogival amb timpà de traceria. A la llinda de l'arc hi ha la inscripció "VDA DE ANTONIO VINADÉ". En tot el volum hi ha un predomini d'elements propis del llenguatge gòtic: pinacles, remat amb cresteria de fulles d'acanat, gàrgoles i mènsules. L'edifici està culminat per un pilaret superior rematat per una creu llatina de pedra decorada amb motius vegetals.

## Història
El panteó de la família Vinadé és el més sumptuós dels panteons del cementeri cerverí i el que reflecteix una major proximitat amb els monumentals panteons construïts als cementiris de Barcelona, i que beuen dels panteons neogòtics dels cementiris parisencs de Montmartre o Père Lachaise. Aquest panteó fou manat construir l'any 1916 per Antònia Farré, vídua d'Antoni Vinadé. En la seva construcció hi intervingueren el mestre d'obres Antoni Planes, Jacint Riera com a muntador, l'escultor de Barcelona Joan Pujol i el vidrier Rigalt.